# Heliconius hecale

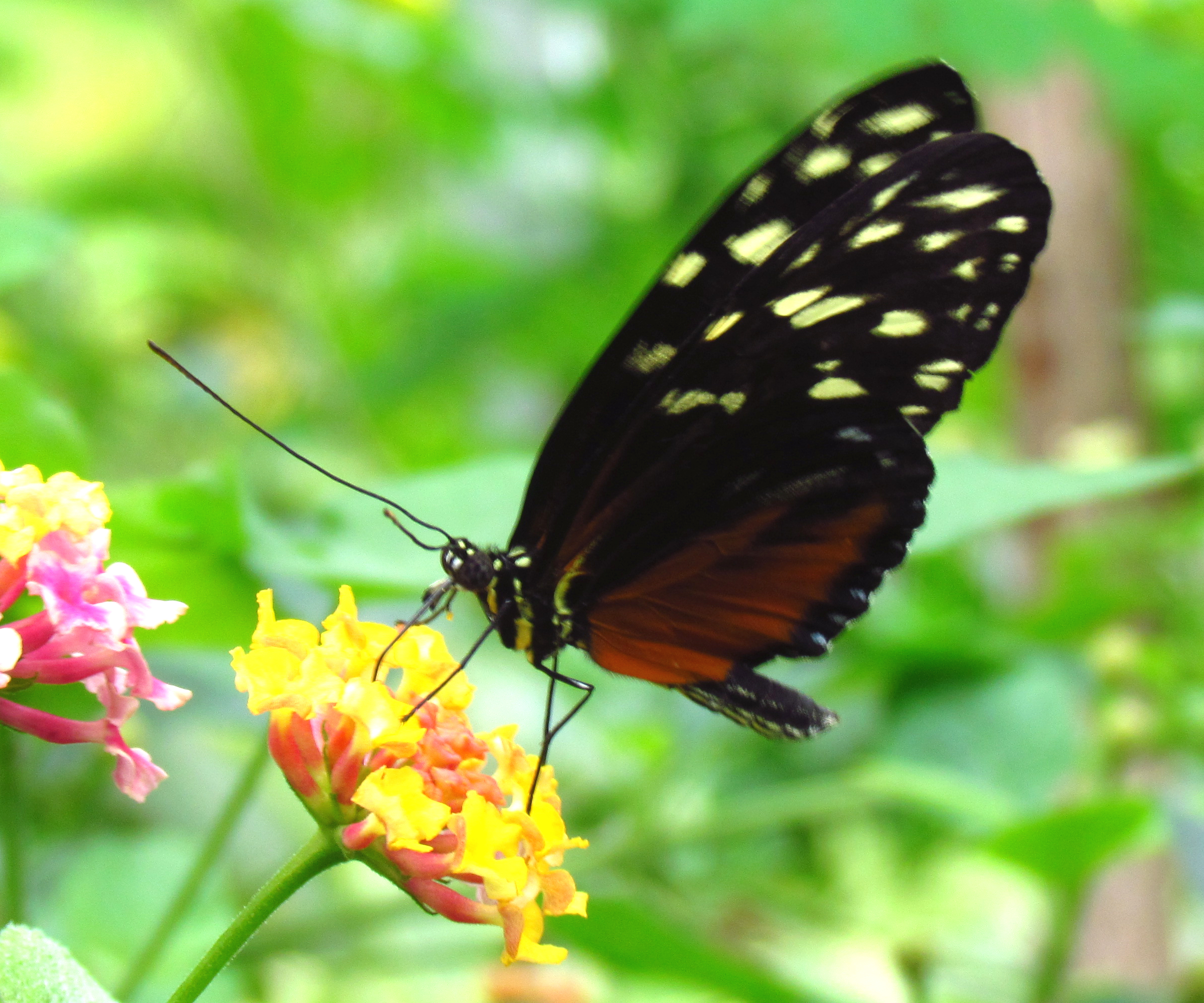
Underside

Heliconius hecale là một loài bướm phân bố từ Mexico đến Peruvian Amazon.